# Sparfvenfeltsgatan

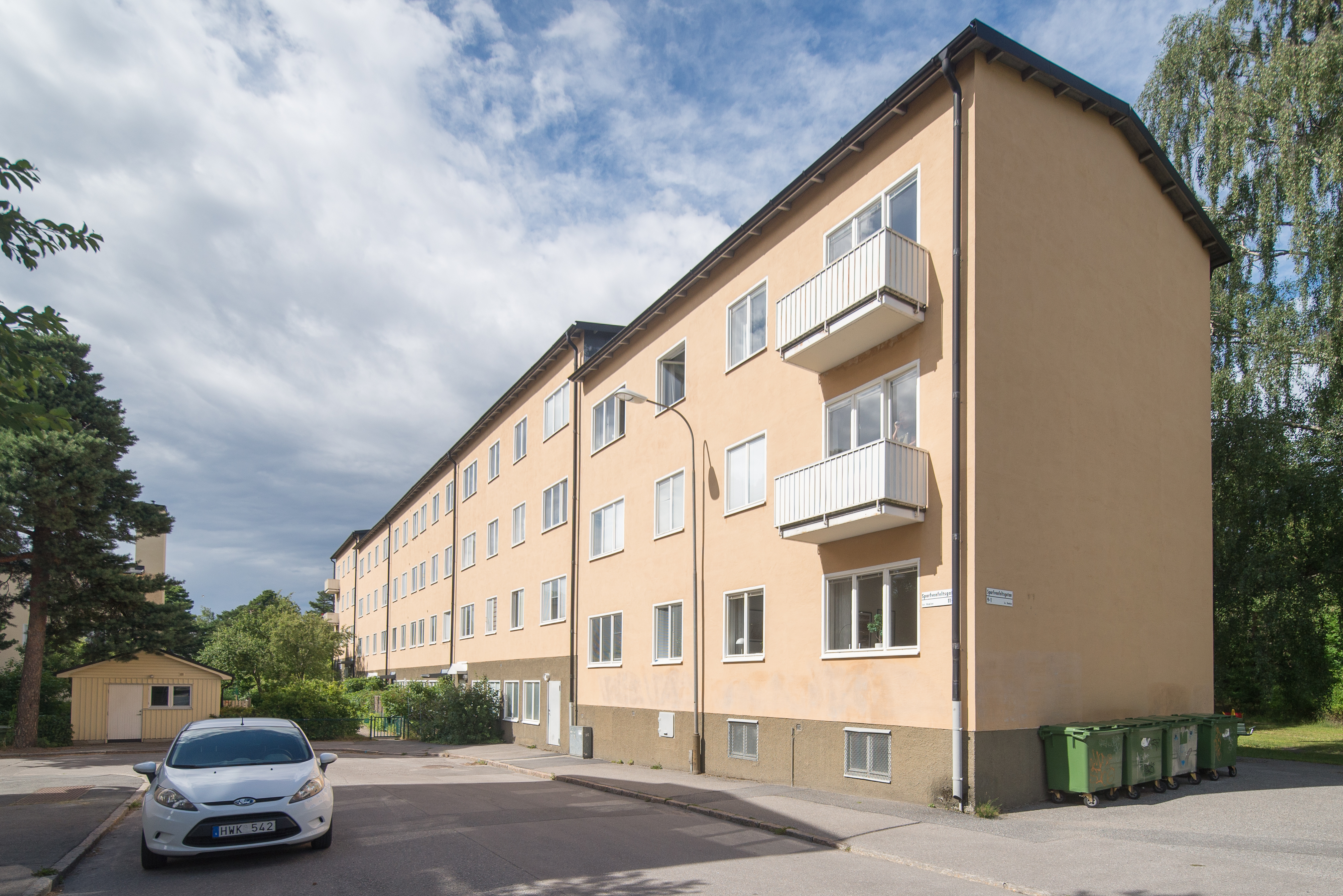
Sparfvenfeltsgatan.

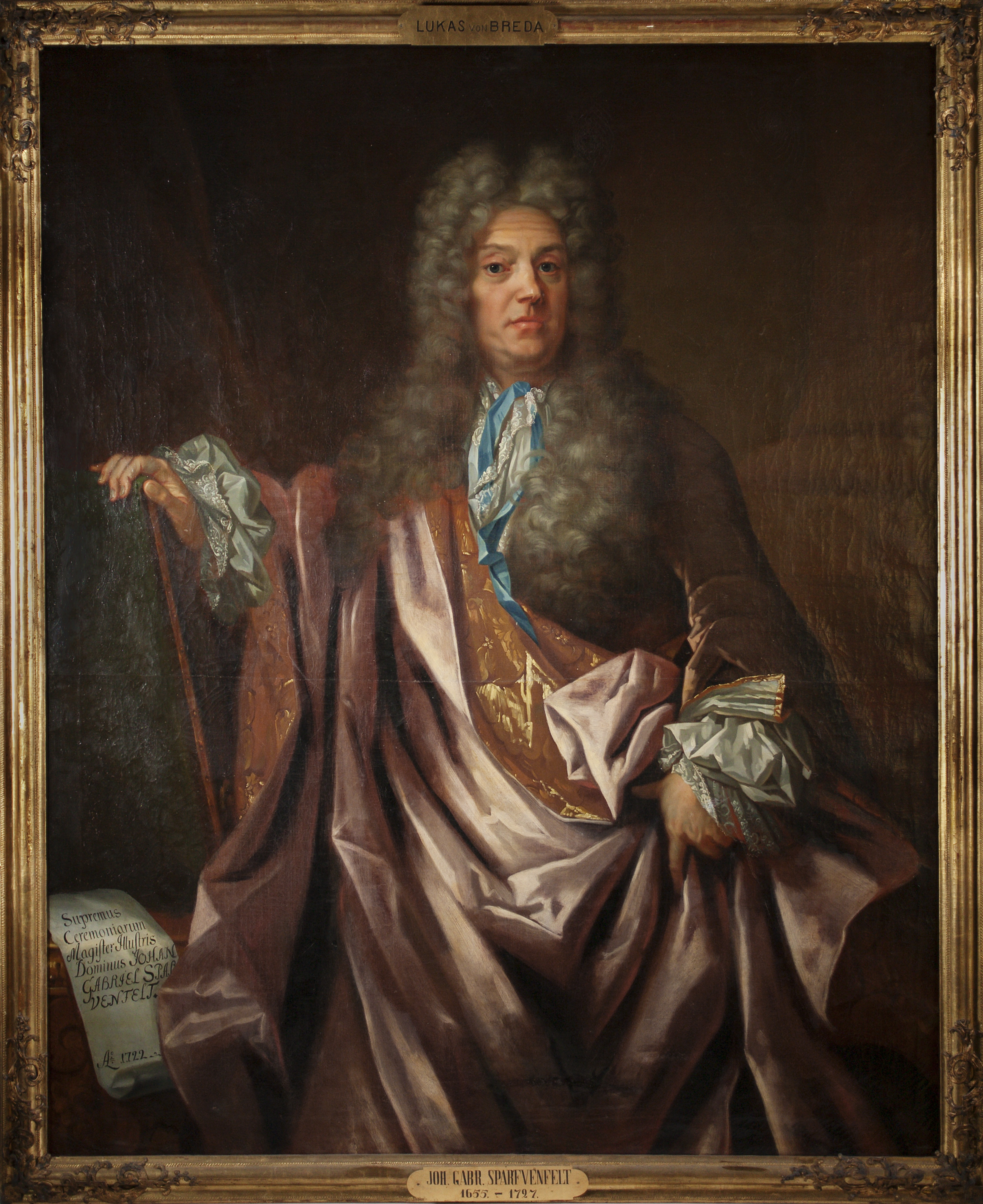
Porträtt av Johan Gabriel Sparfwenfeldt.

Sparfvenfeltsgatan är en gata i Hammarbyhöjden i sydöstra Stockholm. Gatan är en smalhusstadsliknande väg med tidstypiska 1930-tals hus och har postorten Johanneshov.
Gatan fick sitt namn 1932 efter språkforskaren, diplomaten, ceremonimästaren, översättaren och orientalisten Johan Gabriel Sparfwenfeldt. 